# Toy Story (franquicia)
Toy Story es una serie de películas animadas por ordenador y franquicia de medios de comunicación de Disney, que comenzó con la película original de Toy Story en 1995, producida por Pixar Animation Studios y lanzada por Walt Disney Pictures. 
La franquicia se basa en el concepto antropomórfico de que todos los juguetes, sin conocimiento de los seres humanos, están secretamente vivos, y las películas se centran en un diverso grupo de juguetes que incluyen un vaquero clásico, el Sheriff Woody y el moderno astronauta Buzz Lightyear. El grupo se embarca inesperadamente en aventuras que los desafían y los cambian.
Las dos primeras películas de la franquicia fueron dirigidas por John Lasseter, y la tercera por Lee Unkrich, quien actuó como codirector de la segunda película (junto con Lasseter y Ash Brannon). Inicialmente Lasseter dirigiría la cuarta película pero abandonó el cargo por compromisos laborales como director de Pixar y Disney. Josh Cooley, originalmente codirector de la película, tomó su lugar, siendo esta película su debut como director.
Las cuatro películas, producidas con un presupuesto total de más de 400 millones de dólares, han recaudado más de 1.900 millones de dólares en todo el mundo. Cada uno de los récords de taquilla de la película, con el tercero incluido en el top 15 de todas las películas mundiales. Los críticos han dado a las cuatro películas críticas extremadamente positivas. Las ediciones especiales de Blu-ray y DVD de Toy Story y Toy Story 2 fueron lanzadas el 23 de marzo de 2010. También fueron reeditadas en los cines como una doble función de Disney Digital 3-D por al menos dos semanas en octubre de 2009.
La serie es una de las franquicias de mayor recaudación en el mundo, y está entre las trilogías y tetralogías más aclamadas por la crítica de todos los tiempos. El 1 de noviembre de 2011, las tres películas de Toy Story fueron lanzadas en Disney Blu-ray 3D como un paquete de trilogía y como películas individuales.

## Películas

### Toy Story(1995)
Toy Story, la primera película de la franquicia, fue estrenada el 22 de noviembre de 1995, siendo el primer largometraje creado íntegramente por CGI y fue dirigida por John Lasseter. La trama comienza cuando a un niño llamado Andy se le obsequia un nuevo juguete, un guardián espacial llamado Buzz Lightyear, para su cumpleaños. Woody, su antiguo juguete, piensa que ha sido reemplazado como el juguete favorito de Andy. Celoso, Woody trata de empujar a Buzz para que caiga detrás de una mesa, pero lo lanza accidentalmente por la ventana. Esto provoca que los amigos de Woody crean que él trató de asesinar a Buzz, por lo que lo exilian de la casa de Andy. 
Decidido a arreglar las cosas, Woody intenta salvar a Buzz y ambos tratan de escapar de la casa del vecino de al lado, Sid Phillips, al que le gusta torturar y mutilar a los juguetes. La película fue un éxito financiero y crítico, recaudando más de $ 373.600.000 en todo el mundo. La película fue posteriormente reeditada en Disney Digital 3-D como parte de una doble edición, junto con Toy Story 2, para una segunda semana corrida, que se extendió más tiempo debido a su éxito financiero. En enero de 2013, una versión de acción real hecha por aficionados de la película fue publicada en YouTube, la cual ha pasado a tener más de 12 millón de visitas.

### Toy Story 2(1999)
Toy Story 2, la segunda película de la franquicia, fue lanzada el 24 de noviembre de 1999. John Lasseter repite su papel como director. La trama se trata del robo ilegal de Woody por parte de Al, un coleccionista de juguetes. Buzz y varios de los juguetes de Andy salen de la casa con la intención de salvarlo. Toy Story 2 no fue pensada originalmente para ser estrenada en cines, sino como una secuela directa de vídeo a la Toy Story original, con una duración de 60 minutos. Sin embargo, los ejecutivos de Disney vieron lo impresionante de las imágenes en el trabajo para la secuela y debido a la presión de los actores de voz de los protagonistas (Tom Hanks y Tim Allen) decidieron convertir Toy Story 2 en una película para cines. Esto resultó ser un éxito más grande que la película original, recaudando más de $497 millones en todo el mundo. La película fue relanzada en Disney Digital 3-D como parte del material adicional de Toy Story, el 2 de octubre de 2009. Como dato adicional, fue en esta película donde Mattel concedió los permisos a Pixar para que utilizarán al personaje de Barbie, después de su negativa en la primera entrega.

### Toy Story 3(2010)
Toy Story 3, la tercera película, fue lanzada once años más tarde, el 18 de junio de 2010. Es la primera película de Toy Story que no fue dirigida por John Lasseter (aunque permaneció involucrado en la película como productor ejecutivo), sino por Lee Unkrich, quien editó las dos primeras películas y codirigió la segunda. Desarrollada diez años después de los acontecimientos de la segunda película; la trama se centra en cómo los juguetes son enviados accidentalmente a una guardería de niños, mientras que su dueño, Andy, se está preparando para ir a la universidad. La película contiene más de 150 nuevos personajes, de acuerdo con Pixar. Fue un rotundo éxito y superó la popularidad de sus antecesoras, además de ser la película más taquillera de Pixar de todos los tiempos a nivel mundial (superando a Buscando a Nemo), la primera de animación que han cruzado la marca de $1 mil millones, y fue por mucho tiempo, la película de animación más taquillera de todos los tiempos (superando a Shrek 2 en agosto de 2010) hasta que fue superada por Frozen, otra producción Disney, en marzo de 2014. Toy Story 3 fue lanzada en DVD y Blu-ray el 2 de noviembre de 2010.

### Toy Story 4(2019)
En mayo de 2010, Lee Unkrich declaró que una cuarta película de Toy Story estaba siendo planeada. "Bueno, tenemos planes para Toy Story 4", dijo Unkrich. "Me siento halagado de que la gente se lo pregunte, me recuerda lo mucho que la gente ama a los personajes, pero para mí era muy importante con esta película que no sólo creáramos otra secuela, que no sólo sería otro apéndice de la película otros dos." Unkrich continuó diciendo, "puede haber oportunidades para Woody y Buzz en el futuro, pero no tenemos planes para nada en este momento". También se informó de que Hanks y Allen estaban firmado para una cuarta película de Toy Story si Pixar alguna vez decidiera producir una. En una entrevista de la BBC en 2011, Hanks dijo que creía que Pixar estaba trabajando en una secuela. Disney negó los rumores diciendo, "nada es oficial".
Toy Story 4 fue anunciado oficialmente por Disney durante la convocatoria de un inversionista el 6 de noviembre de 2014, y estaba previsto para su lanzamiento el 16 de junio de 2017. John Lasseter volverá a dirigir, mientras que el guion será escrito por Rashida Jones y Will McCormack de un Historia de Lasseter, Andrew Stanton, Pete Docter y Unkrich. Galyn Susman producirá. La idea vino de una conversación entre Stanton y Lasseter, y los dos de ellos comenzaron a trabajar en la historia en secreto de todos los demás desde el año 2012, porque no querían conseguir que nadie abriera esperanzas. Lasseter insinuó que Toy Story 4 sería una historia de amor. Según Lasseter, "Toy Story 3 terminó la historia de Woody y Buzz con Andy tan perfectamente que durante mucho tiempo, ni siquiera hablamos de hacer otra película de Toy Story, pero cuando Andrew, Pete, Lee y yo tuvimos esta nueva idea, Simplemente no podía dejar de pensar en ello. Fue tan emocionante para mí, que sabía que teníamos que hacer esta película, y yo quería dirigirla yo mismo".
En octubre de 2015, Pixar anunció que Toy Story 4 se retrasó al 15 de junio de 2018. En octubre de 2016, se anunció que la fecha de lanzamiento fue empujada de nuevo al 21 de junio de 2019.

### Toy Story 5(2026)
En febrero de 2023, el director general de Disney, Bob Iger, anunció que se estaba trabajando en una quinta entrega de Toy Story. En febrero de 2024, Iger confirmó que Toy Story 5 sería estrenada el 19 de junio de 2026.

## Spin-offs

### Buzz Lightyear of Star Command: The Adventure Begins(2000)
Conocida como Buzz Lightyear, Comando Estelar: La aventura comienza en Hispanoamérica y Buzz Lightyear: La película en España, es un spin-off de animación directamente para video, parcialmente basado en Toy Story. La película fue lanzada el 8 de agosto de 2000. Actúa como piloto de la serie de televisión Buzz Lightyear of Star Command y cuenta con Tim Allen como la voz de Buzz Lightyear, quien es expresado por Patrick Warburton en la serie principal. En esta película, Buzz Lightyear es un guardián espacial que lucha contra el malvado emperador Zurg, mostrando la inspiración para la ínea de juguetes de Buzz Lightyear que existe en la serie Toy Story. Aunque la película fue criticada por no usar la misma animación que en Toy Story y Toy Story 2, vendió tres millones de VHS y DVD en su primera semana de lanzamiento.

### Lightyear(2022)
Película en la que se muestra a Buzz Lightyear como un astronauta protagonista de una película existente dentro del universo de Toy Story, cuyo protagonista fue el personaje que del que se basó el juguete que aparece en las películas.

## Cortos

### Toy Story Treats(1996)
En 1996, Pixar creó una serie de cortometrajes conocidos como "Toy Story Treats" (o Regalitos Toy Story en Latinoamérica) que fueron usados como intersticiales en ABC Family y Disney's One Saturday Morning. No necesariamente siguieron la continuidad de Toy Story, que tuvo lugar antes, durante y después de los acontecimientos de la primera película. Se emitieron alrededor de la época de la liberación de Toy Story al vídeo casero. Los cortos también aparecieron como extras en "The Ultimate Toy Box" y como easter eggs en el menú del DVD "10th Anniversary Edition" de la primera película, también fueron restaurados en HD en una relación de aspecto de 4:3 y presentados en el menú de extras de la versión 2010 de Blu-ray de la película.

### Toy Story Toons

#### Vacaciones en Hawái(2011)
Toy Story Toons: Hawaiian Vacation es un cortometraje animado de 2011 Pixar dirigido por Gary Rydstrom. El cortometraje cuenta con personajes de la serie Toy Story y tiene lugar después de los eventos de Toy Story 3. Fue lanzado en los cines antes de la película de Pixar Cars 2. En el cortometraje, Ken y Barbie quieren ir a Hawái con la familia de Bonnie, que Tenía planes previos de vacaciones en Hawái, pero se quedó atrás al subir por error a la cartera de la escuela de Bonnie en lugar de su equipaje. Una vez en el dormitorio de Bonnie, Woody, Buzz y los otros juguetes de la película anterior intentan consolarlos creando sus propias "vacaciones de Hawai" para Barbie y Ken en el dormitorio de Bonnie.

#### Small Fry(2011)
Toy Story Toons: Small Fry fue estrenado antes de Los Muppets. Esta es la segunda vez que un cortometraje de Pixar ha sido proyectado con una película que no es de Pixar, después de que Tokyo Mater se proyectara con Bolt. Dirigido por Angus MacLane, el corto involucra a Buzz quedando atrapado en un restaurante de comida rápida en un grupo de apoyo para juguetes desechados, con una versión de juguetes de comida para niños de Buzz ocupando su lugar.

#### Fiestasaurus Rex(2012)
Toy Story Toons: Partysaurus Rex fue lanzado con la reedición 3D teatral de Buscando a Nemo. Dirigido por Mark Walsh con música compuesta por el artista electrónico BT, el corto involucra a Rex dejándolo en el baño y haciendo amigos con juguetes de baño.

### Lamp Life(2020)
Lamp Life es un cortometraje que revela las acciones de Bo Peep entre los eventos de Toy Story 2 y Toy Story 4, donde fue utilizada como lámpara de noche primero para uno y luego para dos niños antes de ser donada a la tienda de antigüedades, donde ella y sus ovejas finalmente abandonaron la lámpara y posteriormente se reunieron con Woody. Fue lanzado en Disney+ el 31 de enero de 2020.
Valerie LaPointe, quien fue supervisora para la historia de Toy Story 4, escribió y dirigió el cortometraje. Annie Potts y Ally Maki regresaron en la versión original como las voces de Bo Peep y Giggle McDimples. Sin embargo, a Woody le dio voz Jim Hanks, el hermano menor de Tom Hanks.

## Especiales de televisión

### Toy Story of Terror!(2013)
Especial que sigue a los juguetes en su viaje por carretera cuando un neumático desinflado lleva a Bonnie y a su madre a pasar la noche en un motel al lado de la carretera. Después de que uno de los juguetes desaparezca, los otros comienzan a buscarlo, pero también son recogidos uno por uno. Los juguetes descubren que están siendo atacados por la iguana de mascotas del gerente del hotel, el Sr. Jones, quien ha sido entrenado para robar los juguetes de sus invitados para que puedan ser vendidos a través de Internet. El director casi logra vender a Woody ya Jessie, pero Jessie logra escapar, superando su viejo temor de estar envuelta en el proceso, y llamar la atención de Bonnie hacia el gabinete donde se guardan los juguetes. Como resultado, Bonnie recupera sus juguetes, y su mamá llama a la policía, quien presumiblemente arresta al gerente por robo.

### Toy Story That Time Forgot(2014)
Un especial de televisión de 22 minutos de duración, titulado Toy Story That Time Forgot, transmitido por ABC el 2 de diciembre de 2014. Fue escrito y dirigido por Steve Purcell y producido por Galyn Susman. Michael Giacchino, quien compuso la música para el primer especial, regresó. Después de una temporada de Navidad, los juguetes se encuentran perdidos en el mundo cuando un conjunto de las figuras de acción más cool resulta ser peligrosamente delirante. Depende de Trixie ayudar a los juguetes a regresar a la habitación de Bonnie.

## Personajes principales
| Leyenda   |                |              |            |
| Principal | Secundario (a) | Invitado (a) | No aparece |

En cursiva, personajes humanos.
| Personaje      | Saga                    |                          |                          |                          |                       |           |
| Personaje      | Toy Story               | Toy Story 2              | Toy Story 3              | Toy Story 4              | Toy Story 5           | Lightyear |
| Personaje      | 1995                    | 1999                     | 2010                     | 2019                     | 2026                  | 2022      |
| -------------- | ----------------------- | ------------------------ | ------------------------ | ------------------------ | --------------------- | --------- |
| Sheriff Woody  | Tom Hanks               | Tom Hanks                | Tom Hanks                | Tom Hanks                | Tom Hanks             |           |
| Buzz Lightyear | Tim Allen               | Tim Allen                | Tim Allen                | Tim Allen                | Chris Evans           |           |
| Bo Peep        | Annie Potts             | Annie Potts              | Cameo                    | Annie Potts              |                       |           |
| Sr. Patata     | Don Rickles             | Don Rickles              | Don Rickles              | Don Rickles              |                       |           |
| Slinky         | Jim Varney/ Blake Clark | Jim Varney/ Blake Clark  | Jim Varney/ Blake Clark  | Jim Varney/ Blake Clark  |                       |           |
| Rex            | Wallace Shawn           | Wallace Shawn            | Wallace Shawn            | Wallace Shawn            |                       |           |
| Hamm           | John Ratzenberger       | John Ratzenberger        | John Ratzenberger        | John Ratzenberger        |                       |           |
| "Oloroso" Pete |                         | Kelsey Grammer           |                          |                          |                       |           |
| Jessie         |                         | Joan Cusack              | Joan Cusack              | Joan Cusack              | Joan Cusack           |           |
| Perdigón       |                         | Sin voz/ Frank Welker    | Sin voz/ Frank Welker    | Sin voz/ Frank Welker    | Sin voz/ Frank Welker |           |
| Sra. Patata    |                         | Estelle Harris           | Estelle Harris           | Estelle Harris           | Estelle Harris        |           |
| Barbie         |                         | Jodi Benson/ Joan Cusack | Jodi Benson/ Joan Cusack | Jodi Benson/ Joan Cusack |                       |           |
| Lotso          |                         |                          | Ned Beatty               |                          |                       |           |
| Ken            |                         |                          | Michael Keaton           |                          |                       |           |
| Forky          |                         |                          |                          |                          |                       | Tony Hale |
| Ducky          |                         |                          |                          | Keegan Key               |                       |           |
| Bunny          |                         |                          |                          | Jordan Peele             |                       |           |
| Gabby Gabby    |                         |                          |                          | Christina Hendricks      |                       |           |
| Duque Boom     |                         |                          |                          | Keanu Reeves             |                       |           |
| MacRisas       |                         |                          |                          | Ally Maki                |                       |           |
| Andy Davis     | John Morris             | John Morris              | John Morris              | John Morris              |                       |           |
| Sid Phillips   | Erik von Detten         |                          | Erik von Detten          |                          |                       |           |
| Al McWhiggin   |                         | Wayne Knight             |                          |                          |                       |           |
| Bonnie         |                         |                          | Emily Hahn               | Madeleine McGraw         |                       |           |

### Taquilla
| Película    | Fecha de estreno        | Presupuesto   | Recaudación    | Recaudación    | Recaudación    | Ranking de todos los tiempos | Ranking de todos los tiempos | Ref(s) |
| Película    | Fecha de estreno        | Presupuesto   | Estados Unidos | Internacional  | Mundial        | Estados Unidos               | Mundial                      | Ref(s) |
| ----------- | ----------------------- | ------------- | -------------- | -------------- | -------------- | ---------------------------- | ---------------------------- | ------ |
| Toy Story   | 22 de noviembre de 1995 | $38.000.000   | $191,796,233   | $181,757,800   | $394,554,033   | 238                          | 369                          | [ 12 ] |
| Toy Story 2 | 24 de noviembre de 1999 | $90.000.000   | $245,852,179   | $251,514,690   | $497,366,869   | 140                          | 229                          | [ 13 ] |
| Toy Story 3 | 18 de junio de 2010     | $200.000.000  | $415,004,880   | $651,964,823   | $1,066,969,703 | 32                           | 35                           | [ 14 ] |
| Toy Story 4 | 21 de junio de 2019     | $200.000.000  | $434,038,008   | $639,356,585   | $1,073,394,593 | 26                           | 34                           | [ 15 ] |
| Lightyear   | 17 de junio de 2022     | $200.000.000  | $118,307,188   | $108,118,232   | $226,425,420   | 592                          | 742                          | [ 16 ] |
| Total       | Total                   | $720 millones | $1.435.700.934 | $1,834,294,284 | $3,256,995,218 | 16                           | 19                           |        |

## Recepción
| Película    | Rotten Tomatoes    | Metacritic      | CinemaScore |
| ----------- | ------------------ | --------------- | ----------- |
| Toy Story   | 100% (78 reseñas)  | 92 (16 reseñas) | A           |
| Toy Story 2 | 100% (163 reseñas) | 88 (34 reseñas) | A+          |
| Toy Story 3 | 98% (287 reseñas)  | 92 (39 reseñas) | A           |
| Toy Story 4 | 97% (68 reseñas)   | 85 (57 reseñas) | A+          |
| toy Stroy 5 |                    |                 |             |
| Lightyear   | 75% ()             | 64% ()          | B-          |
| Promedio    | 99,5%              | 89,25           | A           |

### Respuesta crítica y pública
De acuerdo con Rotten Tomatoes, la tetralogía de Toy Story es la tetralogía más aclamada por la crítica de todos los tiempos. Las dos primeras películas recibieron una calificación 100% "Certified Fresh", mientras que la tercera tiene una calificación de 99% "Certified Fresh", y la cuarta 98%. De acuerdo con el sitio, ninguna otra tetralogía ha tenido todas sus películas tan altamente clasificadas como positivas - la trilogía Antes del Atardecer se acerca con un 98%, habiendo recaudando millones de dólares y la trilogía de películas El Señor de los Anillos vienen después con calificaciones promedio de 95% y 94% ,respectivamente, mientras que la tetralogía Toy Story tiene un promedio de casi 99.7%.
De acuerdo con Metacritic, la tetralogía Toy Story está ligada a la tetralogía más aclamada por la crítica de todos los tiempos, y la trilogía de película El Señor de los Anillos, cada una con una puntuación media redondeada de 91 sobre 100. A partir del 20 de julio de 2010, Ambas trilogías se colocan en el Top 100 de la mejor lista de películas del sitio.
Según CinemaScore, las encuestas realizadas durante el primer fin de semana, las audiencias del cine dieron a la serie una calificación promedio de "A", "A +", "A" y "A" en una escala de A + a F.

### Premios
Toy Story fue nominado para tres premios de la Academia, incluyendo Mejor guion original, Mejor puntaje original y Mejor canción original para Randy Newman por "You've Got a Friend in Me" (canción conocida como Yo Soy tu Amigo Fiel en Hispanoamérica y Hay un amigo en mí en España). John Lasseter, el director de la película, también recibió un Premio de Logro Especial por "el desarrollo y la inspiración de la aplicación de técnicas que han hecho posible el primer largometraje animado por computadora". Toy Story fue también la primera película de animación nominada para el Premio de la Academia al Mejor Guion Original. En la 53.ª edición de los Golden Globe Awards, Toy Story ganó dos nominaciones al Globo de Oro - Mejor Película - Musical o Comedia y Mejor Canción Original. También fue nominado a los Mejores Efectos Especiales Visuales en los 50 Premios de Cine de la Academia Británica.
Toy Story 2 ganó un Globo de Oro por Mejor Película - Musical o Comedia y obtuvo una sola nominación al Premio de la Academia por la canción "When She Loved Me" interpretada por Sarah McLachlan. El Premio de la Academia a la Mejor Película de Animación fue introducido en 2001 después de las dos primeras entregas de Toy Story.
Toy Story 3 ganó dos premios de la Academia - Mejor película de animación y mejor canción original. Ganó otras tres nominaciones, incluyendo Mejor Película, Mejor Guion Adaptado y Mejor Edición de Sonido. Fue la tercera película de animación en la historia que se nominó a Mejor película, después de La bella y la bestia y hasta Toy Story 3 se ganó el Globo de Oro de la mejor película de animación y el premio a la mejor película de animación en los premios de la Academia de cine británica.

### Cómics
Una serie limitada de 4 números, Toy Story: Mysterious Stranger fue publicada por Boom! Entertainment de mayo a agosto de 2009. A esto le siguió una serie en curso de 8 números, comenzando con el # 0 en noviembre de 2009. Dos disparos de Buzz Lightyear fueron lanzados en 2010, para el Día Libre de Cómic y Halloween. Una segunda serie limitada de 4 números, Toy Story: Toy Overboard fue publicada por Boom! Entretenimiento de julio a octubre de 2010.
Una serie limitada de 4 números de Marvel Comics Toy Story: Cuentos de la caja de juguetes se publicó de mayo a agosto de 2012.
La revista Toy Story fue lanzada por primera vez el 21 de julio de 2010. Cada edición tenía 24 páginas de largo, aparte de la edición de lanzamiento, que era de 28 páginas.

### Videojuegos
- Toy Story (1996) (Sega Génesis, Super NES, Microsoft Windows y Game Boy)[24]
- Toy Story 2: Buzz Lightyear al rescate (1999) (Dreamcast, PlayStation, Nintendo 64, Microsoft Windows y Game Boy Color)[25]
- Buzz Lightyear de Star Command (2000) (Game Boy Color, PlayStation y Microsoft Windows)
- Toy Story 2: Woody Sousaku Daisakusen! (N / A) (Sega Pico) - lanzado solo en Japón
- Toy Story Racer (2001) (PlayStation y Game Boy Color)
- Aventura de Disney Extreme Skate (2003) (Game Boy Advance, PlayStation 2, Xbox y Nintendo GameCube)
- Toy Story Mania! (2009) (Wii, Microsoft Windows, Xbox 360 y PlayStation 3)
- Toy Story 3: El videojuego (2010) (Microsoft Windows, OS X, iOS, Wii, PlayStation 3, Xbox 360, PlayStation 2, PlayStation Portable y Nintendo DS)
- Shooting Beena: Toy Story 3: Woody a Buzz no Daibōken! (2010) (Advanced Pico Beena) - lanzado solo en Japón
- Kinect Rush: Una Aventura Disney-Pixar (2012) (Xbox 360) [78]
- Toy Story: Smash It! (2013) (iOS y Android)
- Disney Infinity (2013) (Wii, Wii U, Xbox 360, PlayStation 3, Nintendo 3DS, Microsoft Windows e iOS)
- Kingdom Hearts III (2019) (Aparece Toy Box como mundo jugable, que recrea lo acontecido después de los hechos de Toy Story 2)

Pixar creó animaciones originales para los juegos, incluyendo secuencias totalmente animadas para títulos de PC.[cita requerida]

## Impacto
La innovadora animación por ordenador de Toy Story tuvo un gran impacto en la industria cinematográfica. Después del debut de la película, varias industrias estaban interesadas en la tecnología usada para la película. Los fabricantes de chips gráficos deseaban calcular imágenes similares a la animación de la película para computadoras personales; Los desarrolladores de juegos querían aprender a replicar la animación para videojuegos; Y los investigadores de robótica estaban interesados en la construcción de inteligencia artificial en sus máquinas que en comparación con los personajes realistas en la película. Varios autores también han comparado la película con una interpretación de Don Quijote así como con el humanismo.

### «¡Al infinito y más allá!»
La frase clásica de Lightyear «¡Al infinito y más allá!» ha visto el uso no solo en las camisetas, sino también entre los filósofos y los teóricos de la matemática. La Sala de la Lógica de El Humanista vinculó la trama de la película a una interpretación del humanismo. Ella comparó la frase con «Todo esto y el cielo, también!», Indicando uno que está feliz con una vida en la Tierra, así como tener una vida futura. En 2008, durante el STS-124, los astronautas tomaron una figura de acción de Lightyear en el espacio en el Discovery Space Shuttle como parte de una experiencia educativa para los estudiantes que también hizo hincapié en el eslogan. La figura de acción se utilizó para experimentos en cero-g. También, en 2008, la frase hizo noticias internacionales cuando se informó de que un padre y su hijo había repetido continuamente la frase para ayudarles a mantenerse al tanto mientras se pisaba el agua durante 15 horas en el Océano Atlántico.